# Leopold Hornung
Leopold Hornung (* 21. März 1978 in München) ist ein deutscher Schauspieler.

## Leben

### Ausbildung und Theater
Leopold Hornung besuchte unter anderem, bis zur 8. Klasse, das Maximiliansgymnasium in München. Er absolvierte von 1999 bis 2003 eine Schauspielausbildung an der Bayerischen Theaterakademie August Everding in München.
Er war von 2002 bis 2006 festes Ensemblemitglied am Münchner Volkstheater. Dort spielte er unter anderem den Bergbauern Benedikt Klotz in Die Geierwally (November 2002–2005, Regie: Christian Stückl), den Claudio in Viel Lärm um nichts (2003, Regie: Jorinde Dröse), den Romeo in Romeo und Julia (2003, Regie: Nuran Calis), den Schwarz in Die Räuber (2003, Regie: Christian Stückl), den Homosexuellen Abram in Nieder Bayern (nach dem Theaterstück Jagdszenen aus Niederbayern von Martin Sperr, Oktober 2003, Regie: Florian Fiedler), den Merkl Franz in Kasimir und Karoline (2004, Regie: Florian Fiedler), den Sir Andrew in Was ihr wollt (2004, Regie: Jorinde Dröse), den Agenten Gervasius in Fegefeuer in Ingolstadt (Regie: Jorinde Dröse) sowie in Woyzeck (2006, Regie: Christian Stückl). 
Im Mai 2007 verkörperte er, wieder unter der Regie von Jorinde Dröse, den Sohn Christian in einer Bühnenfassung des Films Das Fest von Thomas Vinterberg, die 2008 auch bei den Bayerischen Theatertagen gezeigt wurde. Gelegentlich inszenierte Hornung auch am Münchner Volkstheater, so realisierte er 2006 Romeo und Julia in einer Fassung, die vor dem Hintergrund der Fußball-Weltmeisterschaft 2006 spielte.
Von 2008 bis 2010 spielte Hornung am Schauspielhaus Bochum. Im Februar 2008 übernahm er dort, erneut unter der Regie von Jorinde Dröse, den Scanlon in dem Theaterstück Einer flog über das Kuckucksnest von Dale Wasserman. Im Dezember 2008 hatte er eine der Hauptrollen in dem Theaterprojekt Connecting People von Frank Abt. Im Juni 2009 spielte er den Sekretär Prozy in der Uraufführung des Theaterstücks Fahrstuhl zum Bankrott von Marcel Luxinger. Im April 2010 trat er in Brechts Theaterstück Herr Puntila und sein Knecht Matti in verschiedenen Rollen auf.
2012 spielte Leopold Hornung am Theater Basel, unter der Regie von Alexander Nerlich, die Hauptrolle in Empire V, einer Romanadaption von Viktor Pelewin. 2013 gastierte er an den Vereinigten Bühnen Bozen als Paul Kreindl in Schnitzlers Das weite Land. In der Spielzeit 2013/14 verkörperte er am Stadttheater Ingolstadt die Figur des frischverheirateten Ehemanns Thomas in Philipp Löhles Globalisierungsparabel „Das Ding“. In der Spielzeit 2017/18 trat er am Saarländischen Staatstheater in Kathrin Rögglas Fake Reports auf.

### Film und Fernsehen
Leopold Hornung war in mehreren Kinofilmen zu sehen. 2006 spielte er in dem Film Shoppen. 2007 verkörperte er in dem Heimatfilm Toni Goldwascher den Kaplan, der sich liebevoll um den zwölfjährigen Außenseiter Toni kümmert. In dem Spielfilm Der Baader Meinhof Komplex (2008) wirkte er in einer kleinen Rolle mit. In der melancholischen Beziehungskomödie Der letzte schöne Herbsttag (2010) spielte er, unter der Regie von Ralf Westhoff, den Tobias, den besten Freund der männlichen Hauptrolle Leo. 2014 wirkte er in dem Thriller Who Am I – Kein System ist sicher von Baran bo Odar mit.
Leopold Hornung spielte auch in zahlreichen Fernsehserien. Häufig war er dabei in Serien mit süddeutschem oder österreichischem Hintergrund eingesetzt, unter anderem in Der Bergdoktor, Die Bergwacht, Der Bulle von Tölz, Die Rosenheim-Cops oder als Tatverdächtiger in der in einem oberbayerischen Dorf spielenden Serie Mit Herz und Handschellen, aber auch bei vielen anderen Produktionen wie Tatort, Polizeiruf 110 und vielen Fernsehfilmen.
Hornung war auch in Kurzfilmen zu sehen, unter anderem als Soldat Charly in Snipers Alley. In der Hörspielreihe Radio Tatort wirkte er außerdem in dem Kriminalhörspiel Irmis Ehre als Polizeimeister Richard Veitl mit.
In der ersten deutschen Netflix-Serie Dark ist er als Polizist Torben Wöller zu sehen. Für die zweite Staffel von „Dark“ drehte er ab Juni 2018. In der 20. Staffel der ZDF-Serie SOKO Leipzig (2019) übernahm er eine der Episodenhauptrollen als tatverdächtiger Szene-Gastronom Finn Kern. In der 9. Staffel der ZDF-Serie Letzte Spur Berlin (2020) übernahm er, an der Seite von Effi Rabsilber, eine der Episodenhauptrollen als tatverdächtigen Ehemann einer Zeugin, in deren Haus vor etwa 30 Jahren die Schwester des Ermittlers Alexander von Tal (Aleksandar Radenkovic) ermordet wurde. In der 19. Staffel der ZDF-Serie Die Rosenheim-Cops (2020) hatte Hornung eine der Episodenhauptrollen als Kommissarin Winters Ex-Freund aus Bielefeld, der sich als wichtiger Zeuge herausstellt.

### Privates
Hornung ist mit der Autorin und Regisseurin Lena Stahl verheiratet und lebt nach vielen Jahren in München mittlerweile in Berlin.

## Filmografie (Auswahl)

### Kino
- 2002: Snipers Alley (Kurzfilm)
- 2006: Shoppen
- 2007: Toni Goldwascher
- 2008: Der Baader Meinhof Komplex
- 2010: Der letzte schöne Herbsttag
- 2014: Who Am I – Kein System ist sicher
- 2016: Tödliche Gefühle (Regie: Marcus O. Rosenmüller)
- 2016: Vier gegen die Bank
- 2017: High Society
- 2017: Dieses bescheuerte Herz
- 2019: Rate Your Date
- 2021: Mein Sohn

### Fernsehen
- 2002: Die Freunde der Freunde
- 2003: Mit Herz und Handschellen (Fernsehserie, Folge Amtsmissbrauch)
- 2004: Der Bulle von Tölz: In guten Händen (Fernsehreihe)
- 2004, 2010: Um Himmels Willen (Fernsehserie, verschiedene Rollen, 2 Folgen)
- 2005: Polizeiruf 110: Der scharlachrote Engel (Fernsehreihe)
- 2006–2021: Die Rosenheim-Cops (Fernsehserie, verschiedene Rollen, 4 Folgen)
- 2007: Stadt, Land, Mord! (Fernsehserie, Folge O'zapft is)
- 2008: Der Bergdoktor (Fernsehserie, Folge Ein harter Schnitt)
- 2008: Gefühlte XXS – Vollschlank & frisch verliebt
- 2009: Frauen wollen mehr
- 2009: Tatort: … es wird Trauer sein und Schmerz (Fernsehreihe)
- 2009: Die Bergretter (Fernsehserie, Folge Was bleibt)
- 2011: SOKO Wismar (Fernsehserie, Folge Die Frau am Fenster)
- 2011: Papa allein zu Haus
- 2011: Mein eigen Fleisch und Blut
- 2012: Im Alleingang: Die Stunde der Krähen (Fernsehreihe)
- 2012: Bella Australia (Fernsehreihe)
- 2012: Der Cop und der Snob (Fernsehserie, Folge Der Morgen danach)
- 2013: SOKO Köln (Fernsehserie, Folge Tödliche Sprechstunde)
- 2013–2020: SOKO Stuttgart (Fernsehserie, verschiedene Rollen, 3 Folgen)
- 2014: Die Garmisch-Cops (Fernsehserie, Folge Ausflug in den Tod)
- 2014: Toleranz
- 2014: Zeit der Zimmerbrände
- 2015: Brief an mein Leben
- 2015: Inga Lindström: Leg dich nicht mit Lilli an (Fernsehreihe)
- 2015: SOKO 5113/SOKO München (Fernsehserie, Folge Der Kuss)
- 2017, 2019: SOKO Leipzig (Fernsehserie, verschiedene Rollen, 2 Folgen)
- 2017–2020: Dark (Fernsehserie, 13 Folgen)
- 2018: Der Staatsanwalt (Fernsehserie, Folge Im Netz der Spinne)
- 2018: Chaos-Queens: Ehebrecher und andere Unschuldslämmer (Fernsehreihe)
- 2019: Morden im Norden (Fernsehserie, Folge Leonies letzter Abend)
- 2020: Letzte Spur Berlin (Fernsehserie, Folge Memory)
- 2020: Die Chefin (Fernsehserie, Folge Schuld)
- 2021: WaPo Bodensee (Fernsehserie, Folge Vergeltung)
- 2022: Der Staatsanwalt (Fernsehserie, Folge Tod eines Maklers)
- 2022: Notruf Hafenkante (Fernsehserie, Folge Hoch zu Ross)
- 2023: Tatort: Was ihr nicht seht (Fernsehreihe)
- 2025: Morden im Norden (Fernsehserie, Folge Das Bild eines Jungen)
- 2025: Lena Lorenz: Gefährliche Liebe (Fernsehreihe)